# 이탁 (1982년)
이탁(1982년 5월 13일 ~ )은 대한민국의 가수다. 2014년 1집 앨범 [바람의 여자]로 데뷔했다.

## 방송
- 히든싱어 6 (2020) - 진성 편 3위

## 수상
- 제5회 한국대중가요발전협회 대상 특별상 (2016)
- 제3회 한국대중가요발전협회 대상 신인상 (2014)